# 14262 Kratzer
14262 Kratzer eller 2000 AC125 är en asteroid i huvudbältet som upptäcktes den 5 januari 2000 av LINEAR i Socorro County, New Mexico. Den är uppkallad efter Sherri Kratzer.